# Frequenamia spiniventris
Frequenamia spiniventris är en insektsart som beskrevs av Rauno E. Linnavuori 1955. Frequenamia spiniventris ingår i släktet Frequenamia och familjen dvärgstritar. Inga underarter finns listade i Catalogue of Life.